# Eusèbe de Milan
Pour les articles homonymes, voir saint Eusèbe.
Eusèbe de Milan, ou Eusèbe Pagani (mort vers 465 ou 475), un des saint Eusèbe, fut évêque de Milan, en Italie.
C'est un saint chrétien, fêté localement le 8 août en Occident et le 12 août en Orient.

## Histoire et tradition
D'origine grecque, il est évêque de Milan pendant seize ans, de 444 à 460. Il soutient le pape saint Léon le Grand dans sa lutte contre l'hérésie d'Eutychès, le monophysisme, qui nie le mystère de l'Incarnation en ne reconnaissant au Christ que la seule nature divine.
En 452, lors de l'invasion d'Attila, Eusèbe doit fuir Milan avec ses fidèles. Dès qu'il peut revenir, il restaure la ville et rebâtit la cathédrale incendiée.